# Masłowo (powiat rawicki)
Masłowo – wieś w Polsce położona w województwie wielkopolskim, w powiecie rawickim, w gminie Rawicz. Leży nieopodal rzeki Masłówki (dopływ Orli).
| SIMC    | Nazwa   | Rodzaj    |
| ------- | ------- | --------- |
| 0375800 | Masłowo | część wsi |

W okresie Wielkiego Księstwa Poznańskiego (1815-1848) miejscowość wzmiankowana jako Masłowo należała do wsi większych w ówczesnym pruskim powiecie Kröben (krobskim) w rejencji poznańskiej. Masłowo należało do okręgu sarnowskiego tego powiatu i stanowiło część majątku Sierakowo, którego właścicielem był wówczas (1846) von Motz. Według spisu urzędowego z 1837 roku Masłowo liczyło 186 mieszkańców, którzy zamieszkiwali 29 dymów (domostw). 
W okresie międzywojennym w miejscowości stacjonowała placówka 17 batalionu celnego, a potem placówka Straży Granicznej I linii „Masłowo”.
W latach 1975–1998 miejscowość należała administracyjnie do województwa leszczyńskiego.
W Masłowie prowadzona jest szkoła podstawowa, której historia liczy ponad 100 lat. W archiwum państwowym zachowały się dokumenty szkolne sięgające roku 1914.